# Perka c. La Reine
Perka c. La Reine est (avec R. c. Latimer) un arrêt de principe de la Cour suprême du Canada sur la défense de nécessité en droit pénal.

## Les faits
En 1979, un groupe de trafiquants de marijuana à Cali, en Colombie, dirigé par Jaime deJesus Cordoba-Vargas et Jaime deJesus Marin-Jaramillo, a organisé un complot pour faire entrer en contrebande de la marijuana aux États-Unis à bord du navire à moteur Samarkanda de 168 pieds (51 m), un mouilleur de filets en excédent de la US Navy converti en bateau remorqueur et autrefois appelé Alexandra. 
La procédure ordinaire pour le groupe consistait à charger de la contrebande sur des « navires-mères » en Amérique du Sud, à naviguer vers le nord, puis à rejoindre des navires « de contact » plus petits au large des côtes américaines. Ils opéraient selon la théorie que si le navire ramassait de la contrebande en haute mer et la livrait en haute mer, il ne violerait aucune loi nationale, à l'exception peut-être de celle de son pays de pavillon, la Colombie. Dans une certaine mesure, les contrebandiers avaient raison.

### L'étranger de Whale Creek
En février 1979, la Drug Enforcement Administration de Seattle, dans l'État de Washington, a appris qu'un homme tentait d'acheter une propriété en bord de mer à l'embouchure de Whale Creek dans la réserve indienne de Quinault sur la côte de Washington. Il s'intéressait à l'accès à la plage car une grande partie de la côte dans cette zone est escarpée. Les agents ont identifié l'acheteur comme étant Paul Oscar Nelson de Montesano, Washington et Marina Del Rey, Californie, déjà défendeur dans une affaire de cocaïne en Californie en 1978. Nelson avait alors déclaré à des agents infiltrés qu'il travaillait pour une organisation de contrebande de marijuana et de cocaïne aux États-Unis. Nelson était également en contact téléphonique avec William Francis Perka,  revendeur de matériel d'occasion de Port Townsend et ancien officier de la marine américaine, soupçonné d'être un navigateur pour le organisation de Cordoba.
Les agents ont commencé à suivre Nelson en mai alors qu'il achetait une remorque sur mesure près de Seattle, deux yachts, le Schnaps de 35 pieds (11 m) et le Whitecap de 55 pieds (17 m), et un 26 pieds (7,9 m ) camping car. Les agents ont regardé pendant que Nelson, Michael William Butler de Westport, Washington, Jaime Marin-Jaramillo et Roy David Thompson, un radioamateur, ont installé des radios dans des bateaux, une camionnette et une autocaravane, et ont rassemblé des fournitures pour un long voyage. 

### De la dope  qui tombe du ciel
Au même moment, le Samarkanda est parti de Tumaco, en Colombie, sous le commandement de Marco Antonio Lopera-Penago avec l'intention de faire passer du cannabis en contrebande à Juneau, en Alaska. William Perka était le navigateur et William Terry Hines, un mécanicien de moteurs diesel de San Rafael en Californie, a été l'ingénieur de l'expédition. Hines et Perka avaient déjà servi à bord du Samarkanda auparavant. Le navire a flâné au large des côtes colombiennes pendant trois semaines. Pendant ce temps, un avion DC-6 a effectué quatre voyages larguant des ballots dans des filets à crevettes, totalisant environ 634 ballots de cannabis d'une valeur de 6 à 7 millions de dollars. L'équipage a utilisé un petit bateau pour récupérer les ballots. L'avion a également largué un colis, en donnant des instructions à Samarkanda pour prendre un rendez-vous avec un autre navire.
Le Samarkanda, déjà connu des autorités américaines, a été photographié par un avion C-130 des garde-côtes américains.  
Le capitaine Lopera, recevant d es instructions de Perka, a dirigé le navire vers l'ouest, puis vers le nord, restant à plusieurs centaines de milles au large des côtes américaines. Pendant le voyage vers l'Alaska, le navire a rencontré des problèmes de moteur en raison de la contamination du carburant et de la surchauffe des générateurs. Les appareils de navigation ont également mal fonctionné, mais la formation navale de Perka lui a permis d'utiliser la navigation céleste. L'ingénieur Hines a témoigné plus tard qu'une remise en état récemment achevée au Mexique n'avait pas été effectuée correctement. Il a déclaré que d'abord un moteur est tombé en panne, puis l'autre (deux moteurs ont fait tourner un générateur qui alimentait le moteur électrique entraînant l'hélice), laissant le navire sans électricité et dans l'obscurité. Hines a réussi à faire redémarrer un moteur. 

### Les préparatifs
À Seattle, des agents ont observé Paul Nelson et Roy Thompson alors qu'ils garaient l'autocaravane sur une colline, érigeaient une longue antenne et prenaient contact avec le Samarkanda. Nelson s'est ensuite dirigé vers le nord abord du Whitecap avec William Butler à la barre et Jaime Marin-Jaramillo en tant que passager. Les agents chargés des stupéfiants les ont suivis à Port Angeles, Washington, puis à Neah Bay à Cape Flattery. Dans l'obscurité au nord de Neah Bay, le contact avec le Whitecap a été perdu. Roy Thompson a conduit l'autocaravane au point culminant de détroit de Puget, le Mont Constitution sur l'île Orcas.
Les agents américains ont avisé la Gendarmerie royale du Canada, qui a lancé une mission de reconnaissance aérienne de la côte de l'île de Vancouver. Les gendarmes ont repéré le Whitecap et l'ont suivi jusque dans le passage de Sydney au nord de l'île de Flores, un endroit déjà prisé des contrebandiers. La police montée a ensuite mis en place une surveillance élaborée de la zone à l'aide d'un bateau de pêche, de postes d'observation au sommet de la montagne et de survols périodiques. Des bateaux de police marqués se sont cachés dans des eaux isolées à proximité. Les gendarmes ont surveillé le Whitecap et son équipage pendant cinq jours.

### La baie de Sydney
Le capitaine Lopera a témoigné qu'à mesure que le temps empirait, il s'inquiétait pour la sécurité de son navire et de sa cargaison. Le 21 mai 1979, il décide de se diriger vers la côte canadienne pour laisser les contaminants du carburant diesel se déposer et réparer les dommages. Lopera et Samarkanda ont navigué dans le passage d'eau Sydney, où le Whitecap a tiré une fusée éclairante et a guidé le Samarkanda dans une petite baie sans nom là-bas.
Le même après-midi, l'avion de la GRC avec un agent américain à bord a repéré le Samarkanda au large de la côte. Les gendarmes ont regardé le navire-mère naviguer dans le passage d'eau Sydney. Un appel est allé aux Forces canadiennes qui ont dépêché le destroyer NCSM Qu'Appelle. Les actifs maritimes et aériens de la GRC ont commencé à se rassembler.
Alors que la marée baissait dans la nuit, le Samarkanda s'est échoué sur des rochers et a commencé à gîter. Craignant que le bateau ne chavire, le capitaine Lopera a ordonné à ses hommes de décharger la cargaison de ballots contenant de la marijuana.

### La descente de police
À l'aube, la GRC était sur le point d'intervenir et les membres ont été stupéfaits de voir que  le Samarkanda était renversé de son côté. Les bateaux de la GRC ont chargé dans la petite baie, sirènes et haut-parleurs flamboyants. Les passeurs se sont enfuis dans la brousse. En quelques heures, 21 hommes ont été arrêtés dont trois Américains. Parmi ceux qui manquaient à l'appel furent William Perka et Paul Nelson. Des agents américains ont arrêté Roy Thompson sur le mont Constitution à Washington où il avait installé une station de radio pour le complot.
Au fur et à mesure que la marée montait, le Samarkanda s'est renfloué, sans s'être détérioré. Un équipage de prise du NCSM Qu'Appelle est monté à bord et a démarré les moteurs. Une fois la cargaison de 634 ballots rechargée, le NCSM Qu'Appelle a escorté le Samarkanda jusqu'à Victoria, en Colombie-Britannique.
Perka et Nelson sont restés en liberté dans la nature sauvage inhabitée de l'île de Vancouver, comptant sur les compétences de survie que Perka avait apprises dans la marine. Tout ce qu'ils ont trouvé à manger était une grenouille et des fougères. Au bout de huit jours, ils se sont rendus à un patrouilleur de la GRC qui les attendait.

## Jugement de la Cour du Banc de la Reine
Au procès l'année suivante, les membres d'équipage ont été mis hors de cause à la clôture de la preuve du ministère public. Ils sont retournés dans leur pays de résidence. Le capitaine Lopera et les Américains sont restés au banc des prisonniers et Perka, Nelson, Hines et Lopera ont témoigné. Perka a admis avoir fait d'autres voyages à Samarkanda « strictement légaux », mais il a refusé d'élaborer. Nelson a admis qu'il avait l'intention d'importer la marijuana en Alaska, pas au Canada. Il a refusé d'identifier ses clients ou d'autres détails. Le capitaine Lopera et Hines ont expliqué leurs problèmes de moteur.
Les avocats des accusés ont fait valoir une défense de nécessité. Ils n'avaient pas l'intention d'atterrir au Canada et le droit international leur a permis d'atterrir pour sauver leur vie. Un témoin expert de la défense a déclaré qu'il était vital qu'ils atterrissent sur le rivage et auraient coulé autrement.
Le ministère public n'a pas contesté les titres de compétence du témoin expert ni tenté de réfuter l'état mécanique de Samarkanda. La Couronne a soutenu que les défendeurs avaient été arrêtés alors qu'ils transportaient des fournitures à terre qui exprimaient l'intention de rester au Canada. Les autres accusés ont été acquittés par le jury le 10 juin 198

## Motifs du jugement de la Cour suprême
Le juge Dickson, s'exprimant au nom de la majorité, a conclu qu'un nouveau procès était nécessaire parce que le juge du procès avait incorrectement donné des directives au jury sur la défense de nécessité. Le juge de première instance leur avait demandé de déterminer si la situation de l'équipage était si grave qu'un doute raisonnable a été soulevé quant à savoir si leur décision d'atterrir au Canada était justifiée. Cela a placé la barre trop bas. La défense, a décrit Dickson, était une exception rare qui ne serait autorisée que lorsqu'il y avait un « caractère involontaire » clair où l'accusé était « strictement contrôlé et scrupuleusement limité ».
Pour qu'un accusé puisse faire valoir avec succès une défense de nécessité, il doit établir trois points. Premièrement, il y a l'exigence d'un péril ou d'un danger imminent. Deuxièmement, l'accusé ne doit pas avoir eu d'alternative légale raisonnable à la ligne de conduite qu'il a entreprise. Troisièmement, il doit y avoir proportionnalité entre le préjudice infligé et le préjudice évité. 

## Faits subséquents
De tous les hommes arrêtés dans l'affaire Samarkanda, seul Jaime Marin a été inculpé aux États-Unis et cela était en lien avec un autre passage par le Samarkanda. Il a été condamné dans un procès sans en relation avec ces affaires. Jaime deJesus Cordoba-Vargas a été assassiné par une petite amie à Cali en 1982.
William Perka a été arrêté aux États-Unis en avril 1987 en vertu d'un mandat d'extradition du Canada après l'annulation de son acquittement.
Les critères de l'arrêt Perka ont ensuite été élaborés dans R. c. Latimer.